# I tron jag ser din pina
I tron jag ser din pina är en psalm med finsk ursprungstext; Nyt uskossa mä katson; som har 6 verser, varav vers 1-3 är av okänd författare från 1700-talet, medan Juho Rankinen, 1886 författat verserna 4-6. Den svenska översättningen har 6 verser med okänd översättare.
Melodin är komponerad av Frans Petter Krank omkring 1889.

## Publicerad som
- Nr 88 i Sions Sånger 1951
- Nr 27 i Sions Sånger 1981 under rubriken "Påsk"
- Nr 6 i Sions Sånger och Psalmer